# Nightrage
Nightrage je grčko-švedski melodični death metal sastav.

## Povijest sastava
Sastav je 2000. godine u Solunu osnovao gitarist Marios Iliopoulos, te ga je nazvao prema pjesmi njegovog prethodnog sastava. Kasnije je Iliopoulos "preselio" sastav u Göteborg, s novom postavom. Prvi studijski album Sweet Vengeance objavljuju 2003. godine. Tri puta su mijenjali pjevača, sadašnji je Jimmie Strimell, koji je već bio u sastavu od 2005. do 2007. godine. Do sada su objavili još četiri albuma, posljednji Insidious 2011. godine.

## Članovi sastava
Sadašnja postava
- Marios Iliopoulos - gitara (2000.-)
- Jimmie Strimell - vokal (2005. – 2007., 2013.-)
- Anders Hammer - bas-gitara (2008.-)
- Marcus Rosell - bubnjevi (2013.-)

Bivši članovi
- Tomas "Tompa" Lindberg - vokal (2003. – 2005.)
- Gus G. - gitara (2000. – 2006.)
- Henric Karlsson – bas-gitara (2004. – 2007.)
- Brice LeClercq – bas-gitara (2003. – 2004.)
- Fotis Benardo – bubnjevi (2004. – 2006.)
- Alex Svenningson – bubnjevi (2006. – 2007)
- Johan Nunez - bubnjevi (2007. – 2013.)
- Olof Mörck - gitara (2007. – 2013.)
- Antony Hämäläinen - vokal (2007. – 2013.)

## Diskografija
Studijski albumi
- Sweet Vengeance (2003.)
- Descent into Chaos (2005.)
- A New Disease Is Born (2007.)
- Wearing a Martyr's Crown (2009.)
- Insidious (2011.)
- The Puritan (2015.)
- The Venomous (2017.)

## Vanjske poveznice
- Službena stranica